# Schronisko PTTK na Starych Wierchach

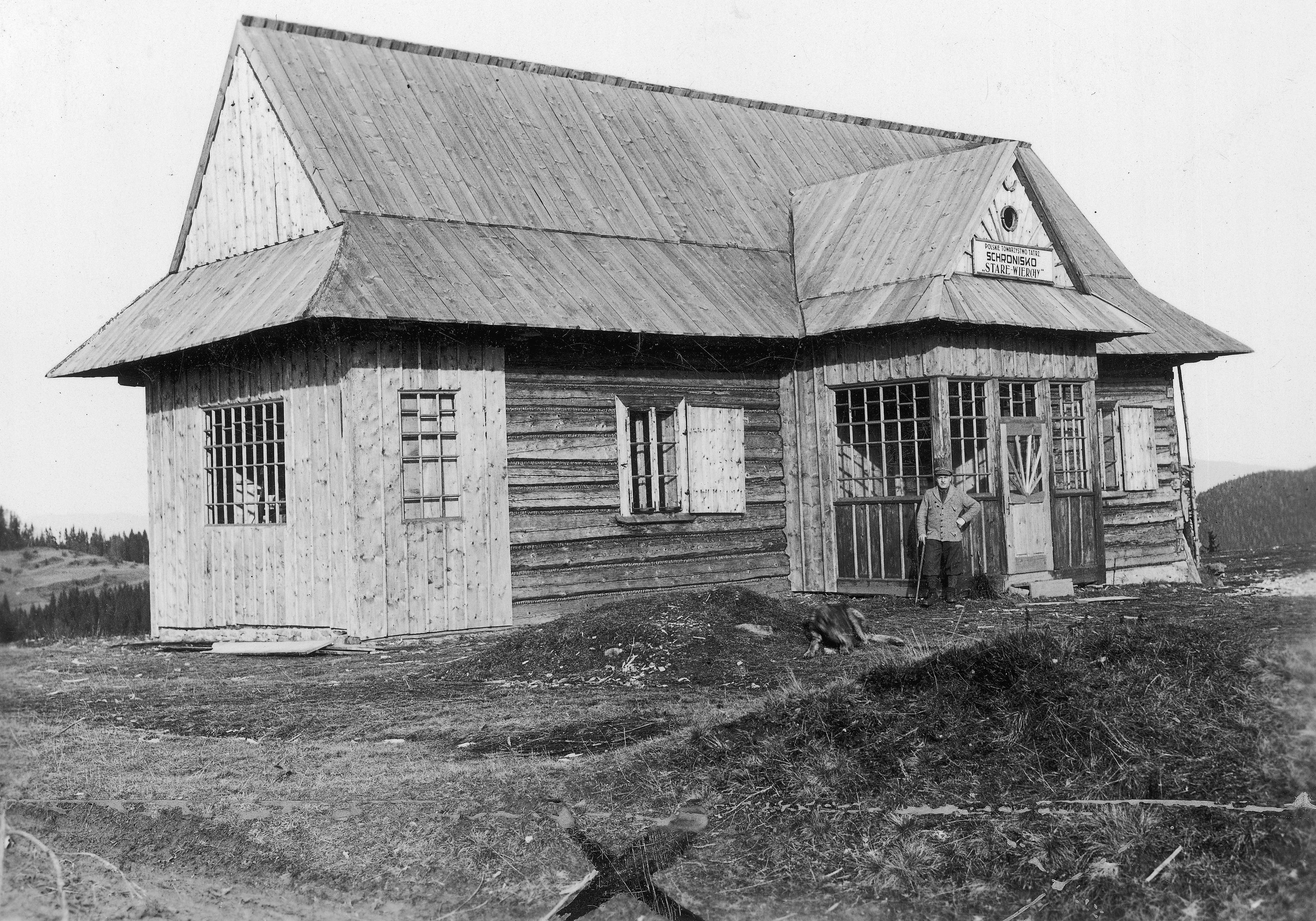
Pierwsze schronisko na Starych Wierchach (1933)

Schronisko PTTK im. Czesława Trybowskiego na Starych Wierchach – górskie schronisko turystyczne Polskiego Towarzystwa Turystyczno-Krajoznawczego położone w zachodniej części Gorców, na grzbiecie ciągnącym się od Turbacza do Rabki, na wysokości 968 m n.p.m.

## I schronisko
Schronisko powstało z inicjatywy Oddziału Polskiego Towarzystwa Tatrzańskiego w Rabce. Obiekt oddano do użytku w 1932. Był to niewielki drewniany budynek z werandą, kuchnią, dwoma pokojami noclegowymi dla 23 osób, strychem i piwnicą. Gospodarzem schroniska był Jan Rapciak z żoną Ludwiką.
Na początku II wojny światowej obiekt uległ dewastacji, a jego mienie zostało rozkradzione. Prowizorycznie zabezpieczone, było pod opieką córki Jana Rapciaka, Marysi. Przyjmowało nielicznych turystów, pełniło również rolę bazy partyzantów. 10 stycznia 1945 zostało spalone.

## II schronisko
W 1972 Biuro Ekonomiczno-Finansowe i Zarząd Okręgu PTTK w Krakowie przystąpił do budowy nowego schroniska. Projekt obiektu wykonał Zbigniew Radziewanowski, natomiast wnętrza zaaranżowała Bożena Kępińska. Uroczyste otwarcie schroniska miało miejsce 13 stycznia 1974. Koszt budowy wyniósł 4,6 mln zł. Obiekt otrzymał imię Czesława Trybowskiego, działacza turystycznego, inicjatora odbudowy schroniska.

## Oferta
W 1974 obiekt dysponował 39 miejscami noclegowymi w pokojach 5-, 6-, 8- i 20-osobowych. Po zakończeniu prowadzonej w latach 1975–1977 modernizacji, schronisko miało 24 miejsca noclegowe: 2 pokoje 2-osobowe, 3 pokoje 4-osobowe i pokój 8-osobowy. W kolejnych latach doprowadzono linię telefoniczną, prąd elektryczny z sieci oraz wykopano studnię. W 2012 wykonano oczyszczalnię ścieków. Obecnie schronisko ma 25 miejsc noclegowych. Obiekt posiada zaplecze gastronomiczne, świetlicę, węzeł sanitarny oraz centralne ogrzewanie.
Ze schroniska rozciąga się panorama Tatr, Beskidu Wyspowego i niektórych szczytów Gorców, a przy dobrej widoczności można ujrzeć także Babią Górę.

## Gospodarze schroniska
- Czesław Mindur, Maria Jamróz (1976–1981)
- Bogumiła Gach (1981–1984)
- Grażyna Mylius (1984)
- Danuta i Tadeusz Truchanowie (1984-2008)
- Adam Stachoń (2008–2010)
- Jolanta Zubek-Czajka (od 2010)

## Szlaki turystyczne
– czerwony z Rabki-Zdrój obok Bacówki PTTK na Maciejowej na Stare Wierchy. Czas przejścia 2:20 h, ↓ 2:15 h
 – ze Starych Wierchów przez Obidowiec na Turbacz. Czas przejścia 2:10 h, ↓ 2 h
 parking pod Kułakowym Wierchem – schronisko PTTK na Starych Wierchach. Odległość 5,4 km, suma podejść 200 m, suma zejść 50 m, czas przejścia 1 godz. 30 min, z powrotem 1 godz. 10 min
 – zielony z Nowego Targu-Kowańca przez Bukowinę Obidowską i Obidową na Stare Wierchy. Czas przejścia 2 h, ↓ 1:20 h
 – zielony z Koninek przez Tobołów, Obidowiec i Groniki na Stare Wierchy. Czas przejścia 2:25 h, ↓ 1:40 h
 – żółty z Rabki Zaryte przez Olszówkę i Polanki na Stare Wierchy. Czas przejścia 3:45 h, ↓ 3 h

## Galeria

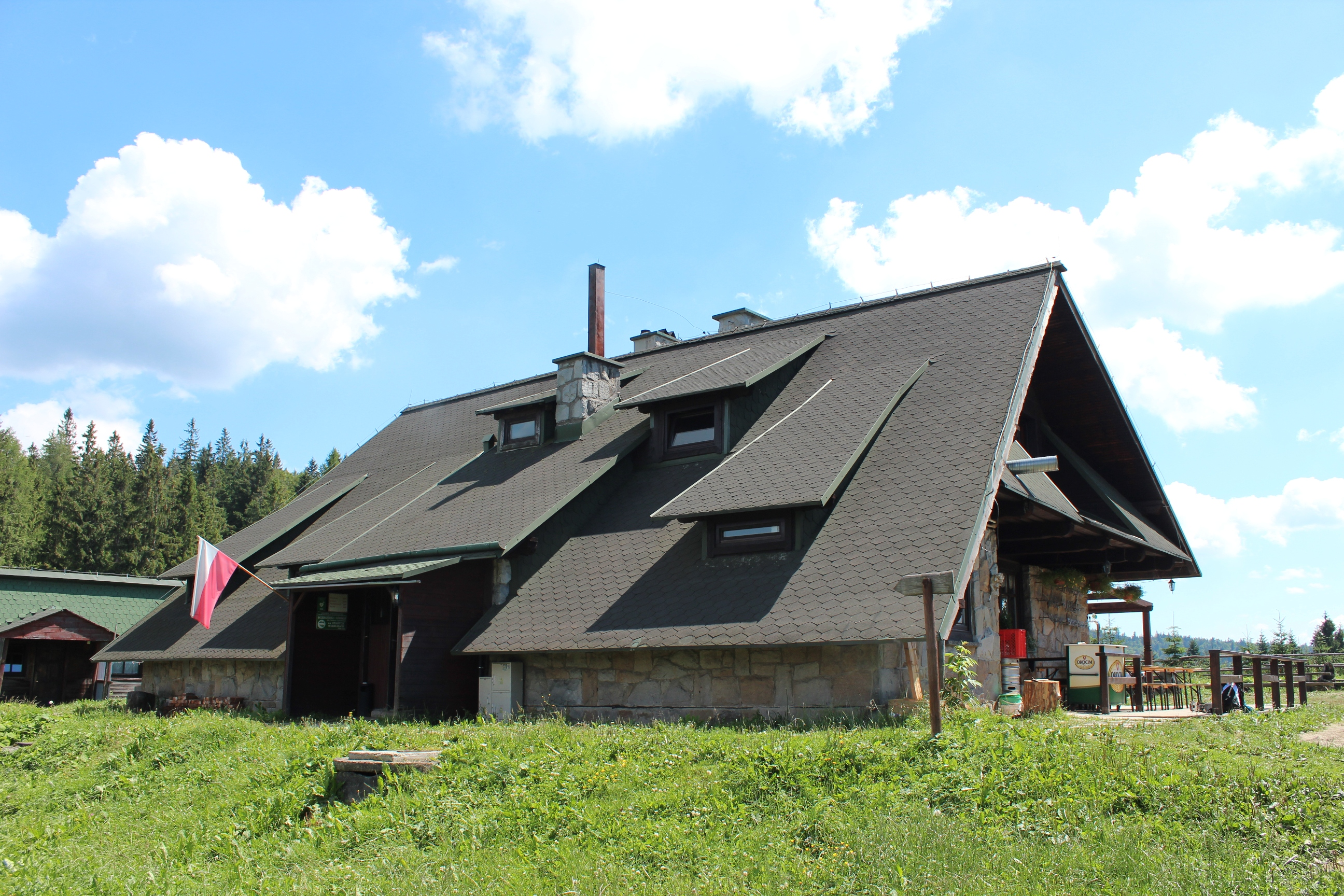
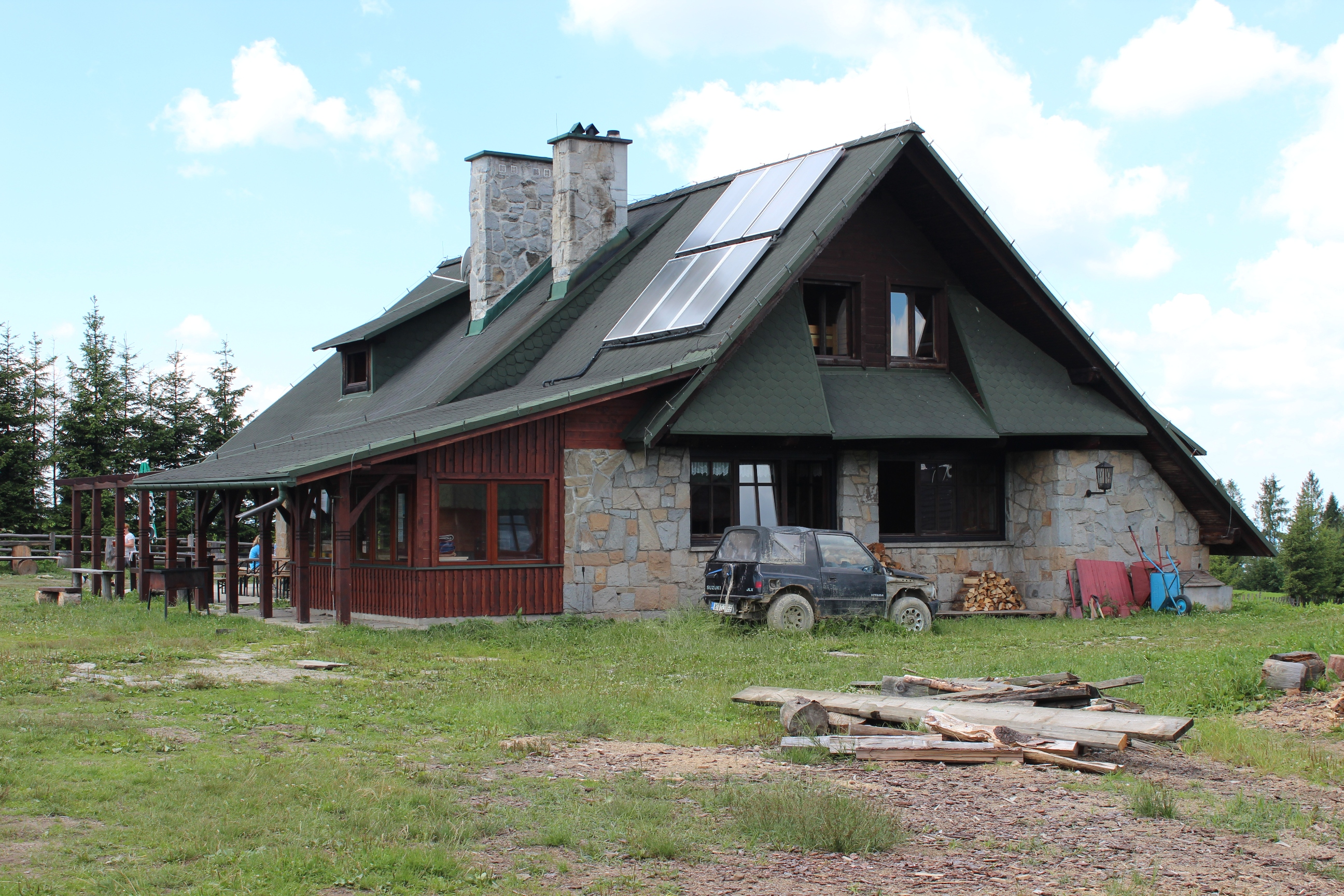
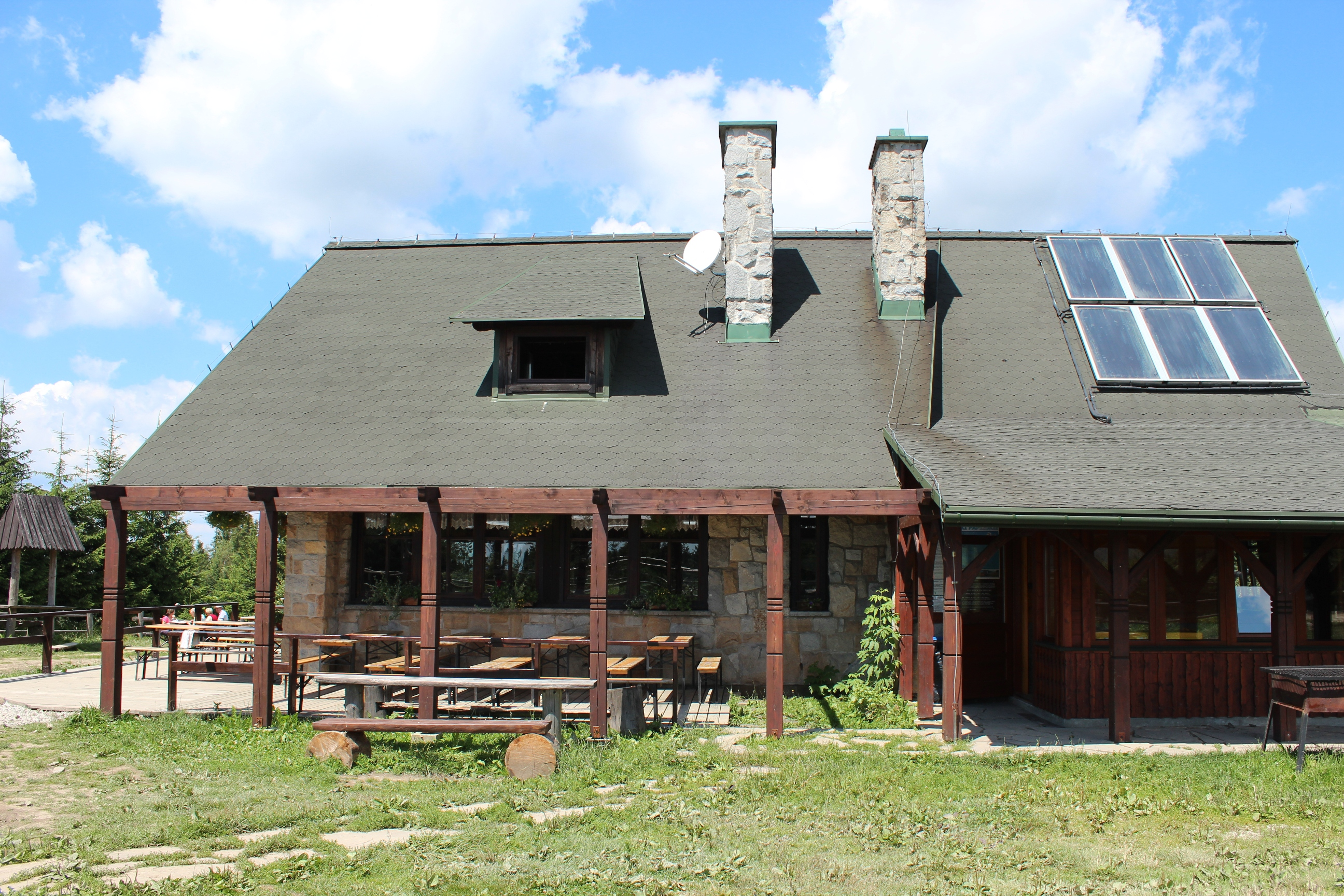
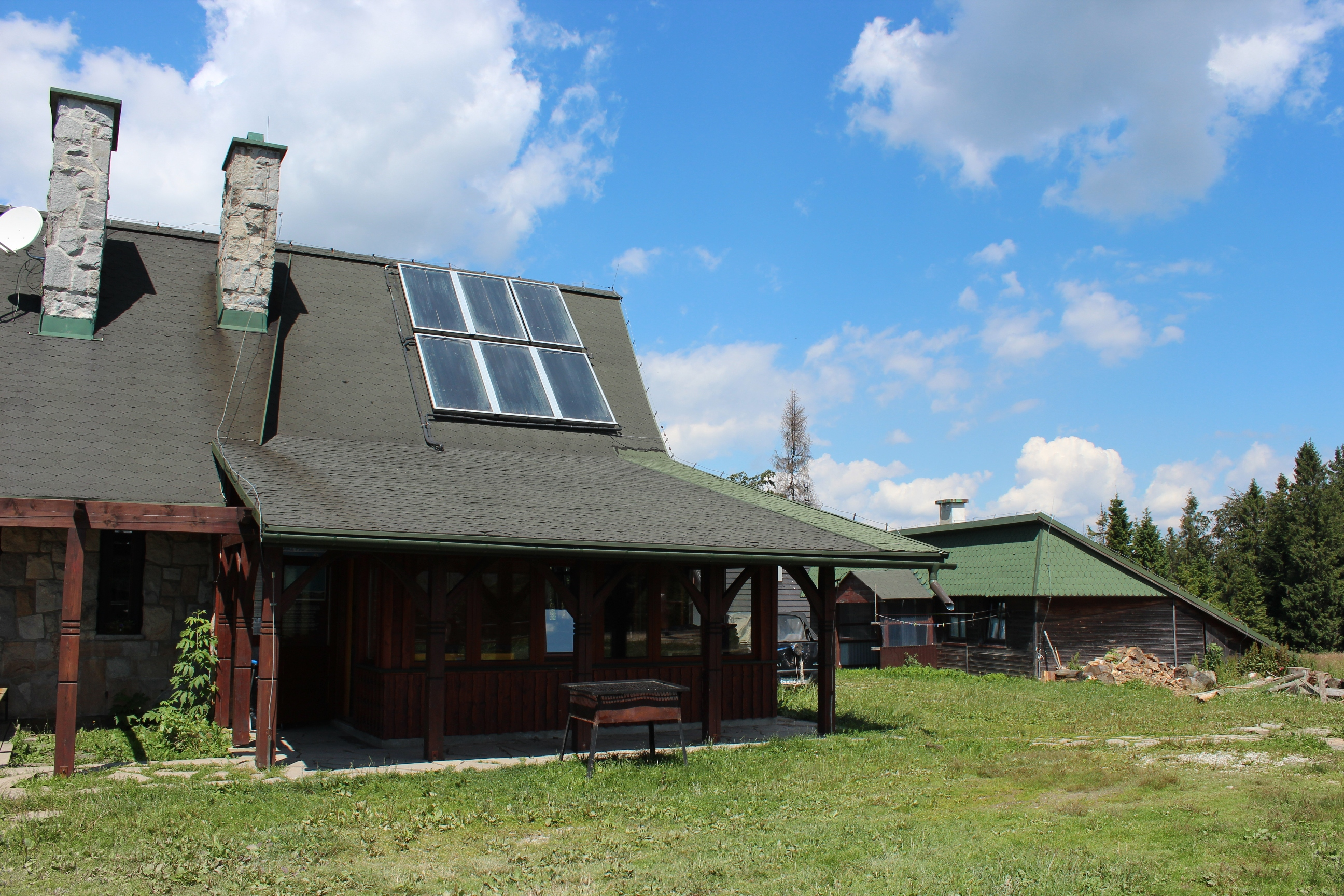
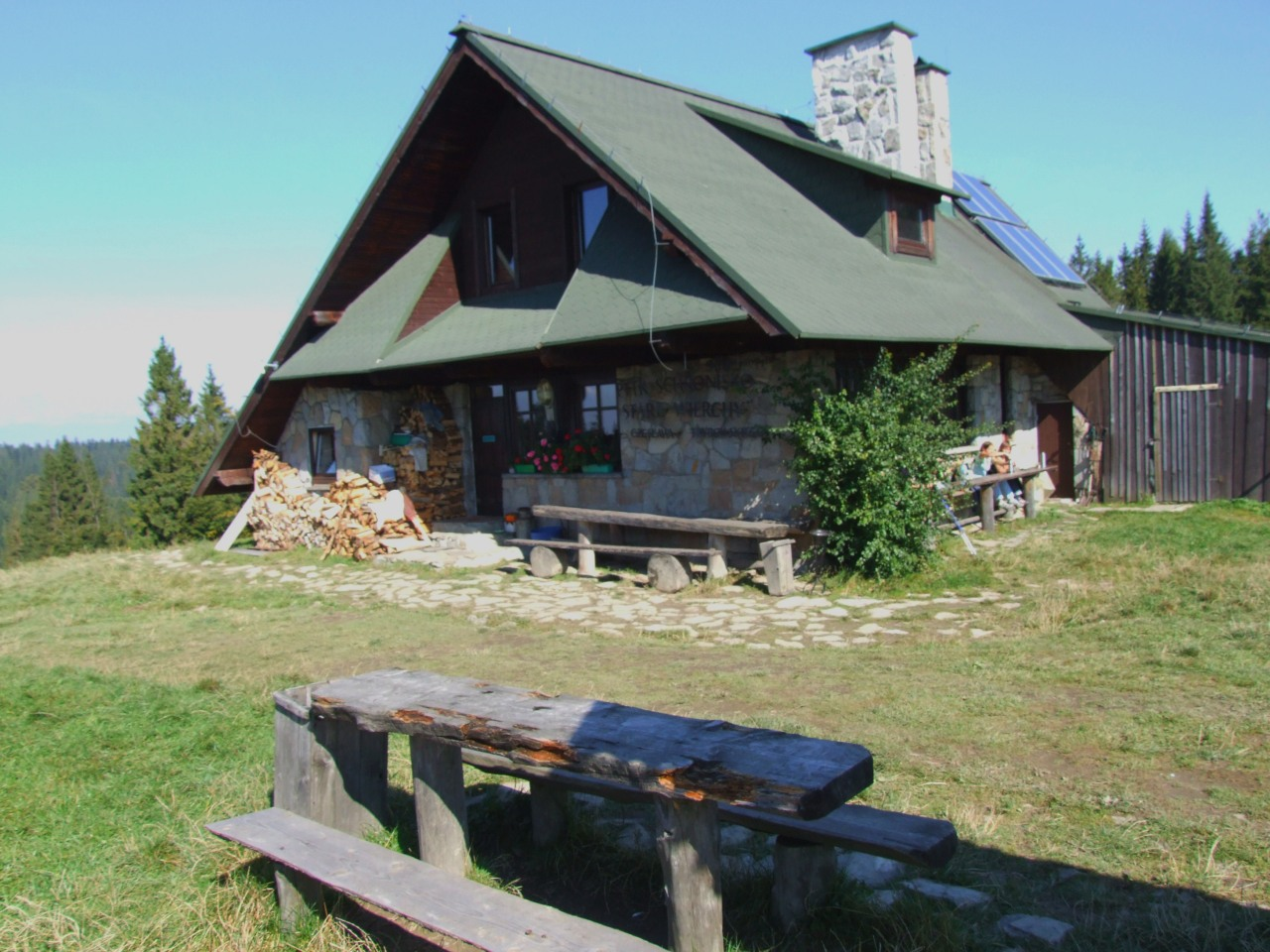
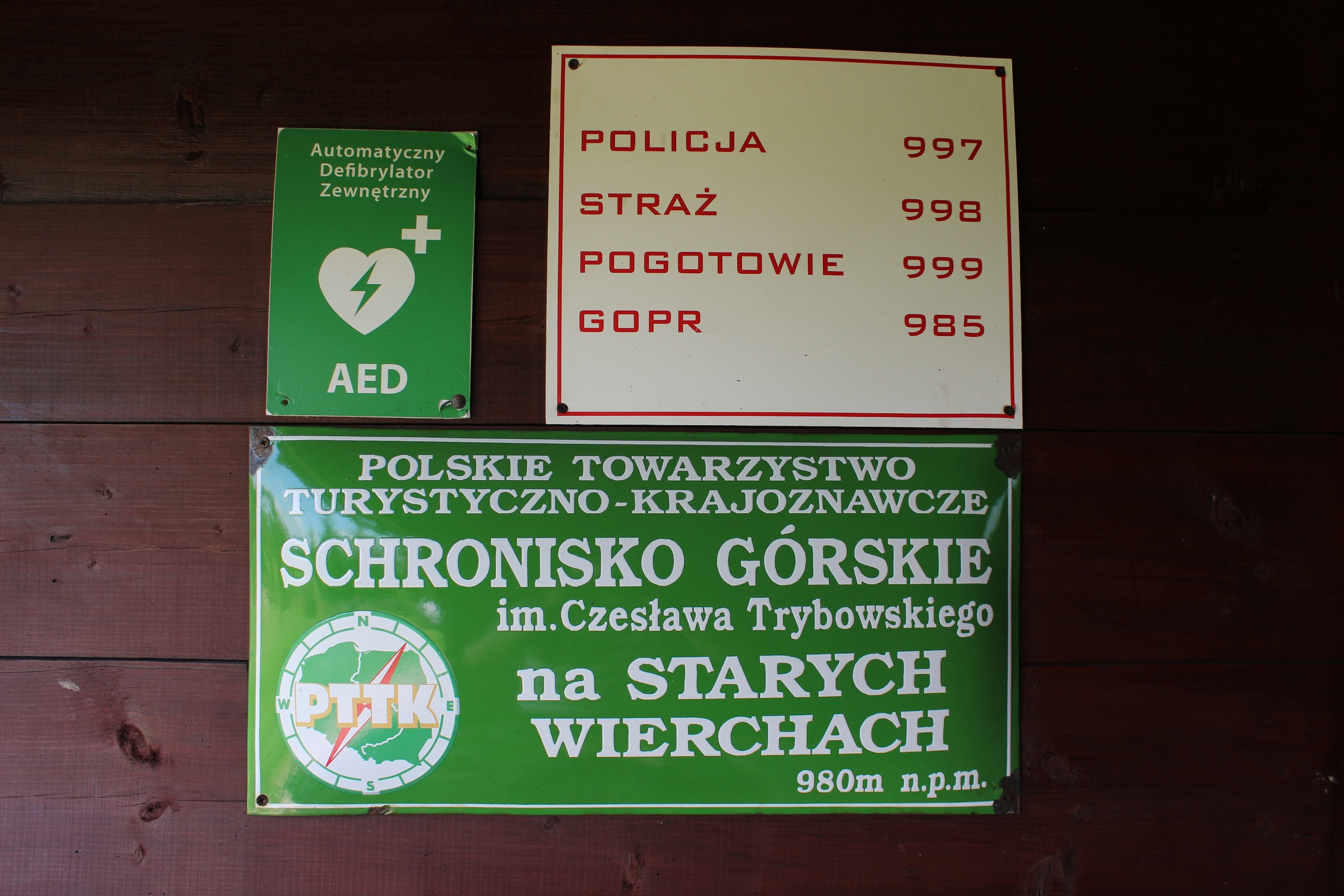
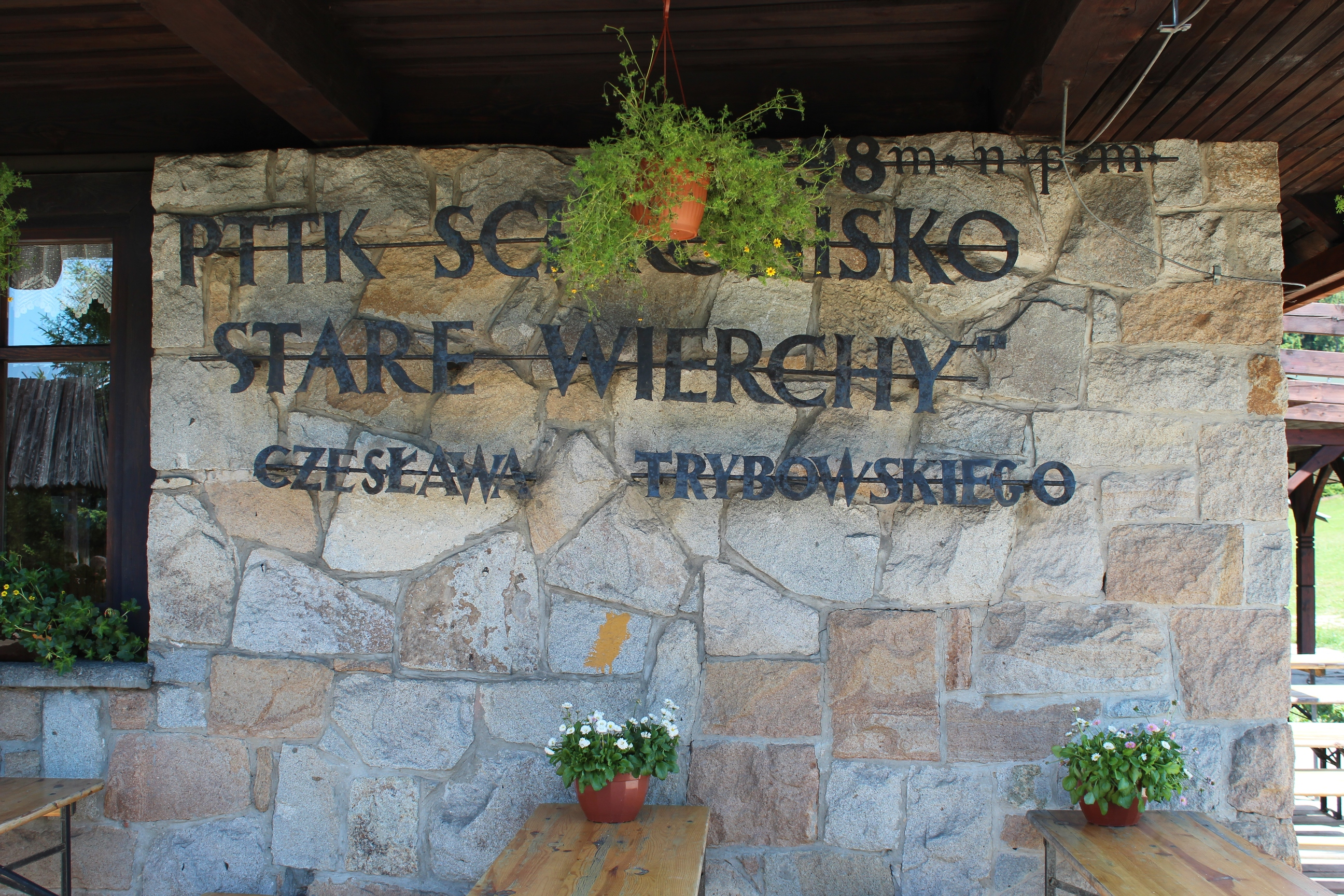
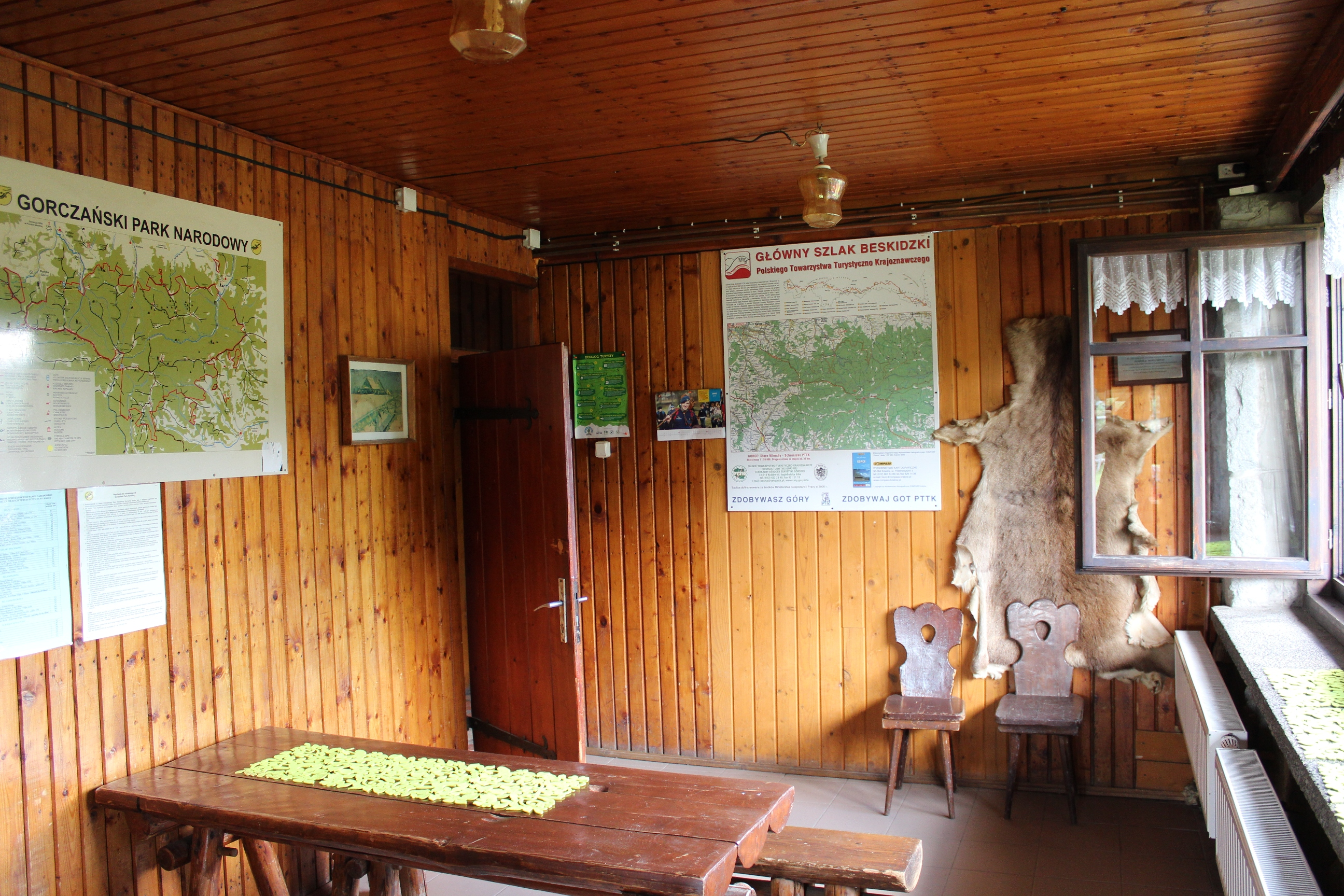
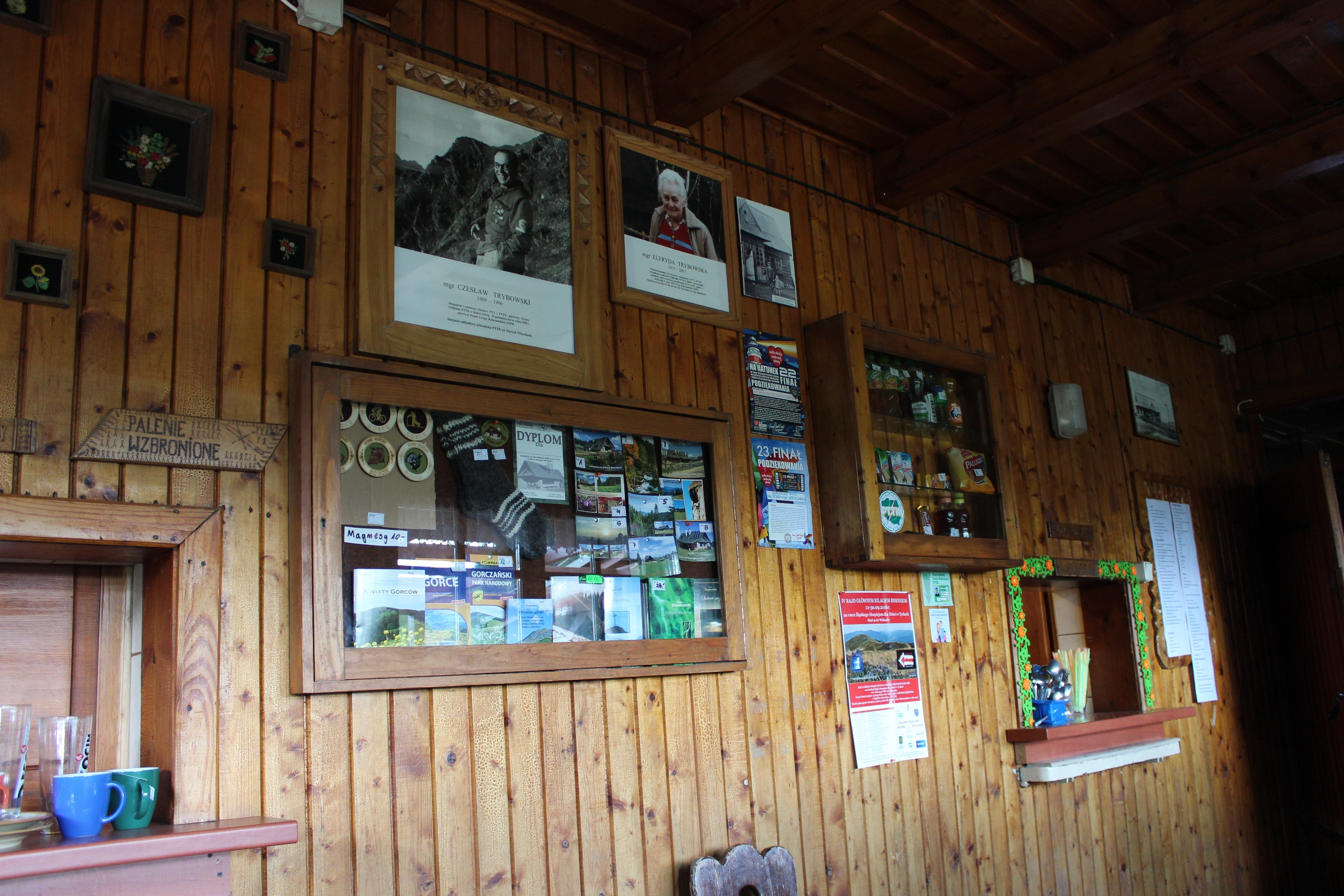
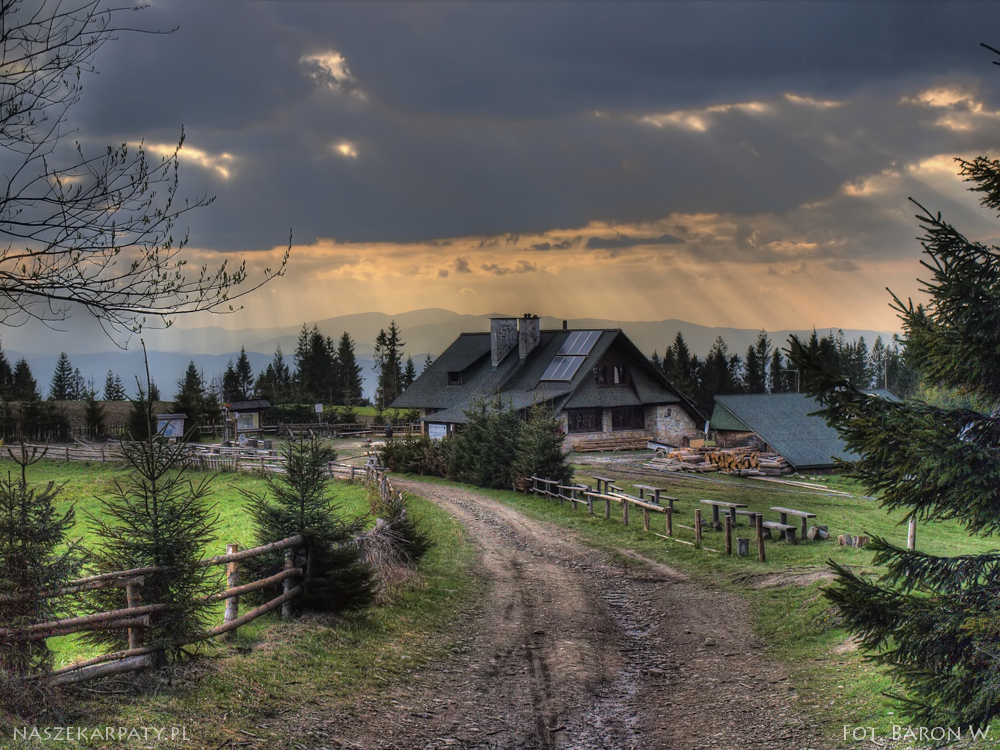